# Mitropacup 1966
De Mitropacup 1966 was de 26e editie van deze internationale beker en voorloper van de huidige Europacups.
De 10 deelnemende clubs kwamen ook dit jaar uit Hongarije, Italië, Joegoslavië, Oostenrijk en Tsjecho-Slowakije. Zowel de halve finales (op 15 juni) als de finales (op 18 en 19 juni) betrof één wedstrijd en vonden alle vier in Italië plaats.

 Eerste ronde 

De finalisten van de Mitropacup 1965 (Vasas Boedapest en AC Fiorentina) kregen tot de halve finales vrije doorgang.
| Winnaar            | Land                 | Uitslagen | Land                 | Verliezer      |
| ------------------ | -------------------- | --------- | -------------------- | -------------- |
| Jednota Trenčín    | Vlag van Tsjechië    | 1-2, 4-0  | Vlag van Oostenrijk  | SK Admira Wien |
| Wiener Sport-Club  | Vlag van Oostenrijk  | 1-2, 3-0  | Vlag van Joegoslavië | FK Sarajevo    |
| Rode Ster Belgrado | Vlag van Joegoslavië | 2-0, 0-1  | Vlag van Italië      | SSC Napoli     |
| Slavia Praag       | Vlag van Tsjechië    | 0-1, 2-0  | Vlag van Hongarije   | MTK Boedapest  |

 Tweede ronde 
| Winnaar           | Land                | Uitslagen | Land                 | Verliezer          |
| ----------------- | ------------------- | --------- | -------------------- | ------------------ |
| Jednota Trenčín   | Vlag van Tsjechië   | 3-1, 1-0  | Vlag van Joegoslavië | Rode Ster Belgrado |
| Wiener Sport-Club | Vlag van Oostenrijk | 1-4, 5-1  | Vlag van Tsjechië    | Slavia Praag       |

 Halve finale 
| Datum, Plaats     | Winnaar         | Land              | Uitslagen | Land                | Verliezer         |
| ----------------- | --------------- | ----------------- | --------- | ------------------- | ----------------- |
| 15 juni, Florence | AC Fiorentina   | Vlag van Italië   | 1-0       | Vlag van Hongarije  | Vasas Boedapest   |
| 15 juni, Livorno  | Jednota Trenčín | Vlag van Tsjechië | 4-2       | Vlag van Oostenrijk | Wiener Sport-Club |

 3e/4e plaats 
| Datum, Plaats | Winnaar         | Land               | Uitslagen | Land                | Verliezer         |
| ------------- | --------------- | ------------------ | --------- | ------------------- | ----------------- |
| 18 juni, Pisa | Vasas Boedapest | Vlag van Hongarije | 4-3       | Vlag van Oostenrijk | Wiener Sport-Club |

 Finale 
| Datum, Plaats     | WINNAAR       | Land            | Uitslagen | Land              | FINALIST        |
| ----------------- | ------------- | --------------- | --------- | ----------------- | --------------- |
| 19 juni, Florence | AC Fiorentina | Vlag van Italië | 1-0       | Vlag van Tsjechië | Jednota Trenčín |

1927 · 1928 · 1929 · 1930 · 1931 · 1932 · 1933 · 1934 · 1935 · 1936 · 1937 · 1938 · 1939 · 1940 · 1951 · 1955 · 1956 · 1957 · 1958 · 1959 · 1960 · 1961 · 1962 · 1963 · 1964 · 1965 · 1966 · 1967 · 1968 · 1969 · 1970 · 1971 · 1972 · 1973 · 1974 · 1975 · 1976 · 1977 · 1978 · 1980 · 1981 · 1982 · 1983 · 1984 · 1985 · 1986 · 1987 · 1988 · 1989 · 1990 · 1991 · 1992